# メチルメタカロン
メチルメタカロン(Methylmethaqualone)は、キナゾリノン系のメタカロンのアナログで、β型のGABAA受容体アゴニスト活性に由来する、メタカロンと似た、ほぼ同じ強さの催眠/鎮静作用を有する。メチルメタカロンは、メタカロンのフェニル環の4位がメチル化している。ドイツでは1999年に非合法化し、アメリカの麻薬取締局ではほぼ同時期に"drug of forensic interest"として記載された。この化合物は、ドイツの闇市場で、メタカロンのアナログのデザイナードラッグとして販売されていると見られている。
動物実験により、鎮静の効果のある投与量を少し超えると、痙攣を誘発することが示され、またヒトの利用で痙攣が促進されうるという報告もあった。